# しゅくはじめ
しゅくはじめ（本名：宿輪 竜一〈しゅくわ りゅういち〉、1976年11月5日 - ）は、日本のお笑い芸人（ピン芸人）、実業家。
神奈川県横浜市出身。浅井企画所属。神奈川県立和泉高等学校卒。

## 来歴・人物
- 同じ横浜市出身で、幼稚園、小学校、中学校と一緒だった中嶋裕（中島ゆたか）とRまにあを1996年6月に結成。Rまにあとしては『進ぬ!電波少年』（日本テレビ）で約1年6か月に亘った企画『電波少年的無人島脱出』→『電波少年的スワンの旅（in the World）』で有名になる。その後『カンコンキンシアター』、『コサキンDEワァオ!』（TBSラジオ）のコーナー「コサキンヤング部24（ツーフォー）劇場」などに出演。2006年、Rまにあ解散。自らの芸名は最初本名で出演した後、本名を略して「しゅく」と名乗っていた。
- その後ピン芸人に転向し、関根勤から本名が強すぎるという事で「しゅく造め」の芸名をもらう。『カンコンキンシアター』『コサキンヤング部24劇場』に引き続き出演する他、浅井企画のライブ『お笑いネオネオダイナマイトショー』でもネタを披露している。
- 無人島生活の経験を生かし、日本キャンプ協会認定の「キャンプインストラクター」、日本バーベキュー協会認定の「バーベキューインストラクター」の資格を持つ他、環境教育指導者（公園緑地管理財団認定）、自動体外式除細動器業務従事者、日本語ワープロ検定4級、風神流空手7級の資格も有する。これらの資格を活かして子供達にキャンプ・アウトドアライフを教授する活動を行っている。
- 大のプロレス好きで、年一回山梨県で行われるDDTプロレスリングのキャンプ場プロレスでは毎年リングアナウンサーを務めている。
- プロレスラー、ジミー・ヤンに似ていると言われることがある。
- カメレオンやヘビ、トカゲなど何種類もの爬虫類を飼育したことがあり、爬虫類には詳しい。
- 日本にいた交際女性の顔を思い浮かべながら過酷なスワンの旅を続けていたが、旅を終えて帰ってみると彼女は公務員の男性と結婚していたとバラエティ番組『神さまぁ〜ず』（TBSテレビ）で語っている。
- 家族は父・母・姉。母は看護師であるため、料理では栄養を重視したものの、人参を丸ごと一本突っ込んだカレーライスを作るほどのかなりの料理下手で、父は我慢して食べていたが、姉はまずいと言ってグレたという[1]。
- 2013年4月10日、所属事務所の先輩である関根勤のアドバイスで「しゅく造め」から「しゅくはじめ」のひらがな表記に変更した[2]。
- 芸人の傍ら、ペットシッターの会社「ペットシッターのハッピープリン」を運営している[3]。
- 2022年8月現在、Rまにあ時代の相方である中嶋がマネージャーを務めている[4]。

## 芸風
- 「出来れば見たくない、それでもちょっと見たい」というネタを歌にして披露するという芸を持つ。ネタが終わりに近づくにつれ、小林旭の「自動車ショー歌」のメロディーに変わっていくパターンもある。
- 以前は「…なことって、あるよね〜」というようなネタを披露していた。
- この他、緑色の衣装でキュウリを両手に持ちながら漫談を行うというキャラクター『キュウリマン』を演じている。このキャラは「キュウリの国から来た」ものとしていた[5]。キュウリマンとしては、替え歌を歌った後に漫談を始めるということもしていたことがあった。2009年当時は、首から下が緑の全身タイツで、羽を付けた妖精のキャラクターでの「妖精漫談」を行っていたことがあった。
- 以前、関根勤の前で、ネタ見せで「乳首から火を出そうとする人間」というものを演じたところ、失神したため、関根に「危ないから二度とやるな」と言われたという[5]。

## 出演
ピン芸人転向後の活動を記述。コンビ時代の活動はRまにあを参照。

### テレビ
- インパクト!（第11回 - 2006年6月19日、フジテレビ）
- くりぃむナントカ（2007年4月23日、テレビ朝日）「第11回芸能界ビンカン選手権」 - 芦ノ湖でスワンボートを漕いで出演。
- 神さまぁ〜ず（TBSテレビ）
- トピためっ!（2008年5月12日 - 2011年3月、ケーブルテレビ足立）※当初は月曜と火曜の司会を担当していたが、現在は月曜リポーターとして出演している。
- 芸能界かがく部（テレビ朝日）
- BSブランチ（2009年1月31日、BS-i）
- 夜明けのマルシェ（2009年、日本テレビ）「ラーメン新人王2009」
- ウケウリ!!（2010年5月14日・6月4日、日本テレビ）
- やりすぎコージー（2011年2月16日、テレビ東京）
- 奇跡ゲッター ブットバース!!（2011年6月18日、TBSテレビ）
- おはスタ（2013年10月28日、テレビ東京） - 「ひなこ姫を起こせ!」に出演
- まるごと（静岡第一テレビ）
- （2014年10月 - 2017年3月） - 木曜日レギュラー
- （2023年8月14日 - 8月17日） - 「ペコリーノ」へゲスト出演
- のんき～ずNaturalでいこう!（2011年4月 - 2019年12月、ケーブルテレビ足立）　月2回更新

### ラジオ
- コサキンDEワァオ!（TBSラジオ）
- ラジオわたしの物語 （2009年7月21日、アール・エフ・ラジオ日本）
- しゅく造めのはっけよい戸塚へ（2009年4月 - 、エフエム戸塚） - 水曜日パーソナリティー
- KUSUKUSU（2017年12月 - 、bayfm）「しゅくしゅく昆虫塾」のコーナー
- おとなりさん （2022年8月23日、文化放送）

### ライブ
- お笑いネオネオダイナマイトショー
- ラ・ママ新人コント大会
- ピンネタライブ5
- ビックワン大喜利世界一決定戦 第十八回大会
- お笑いロイヤルボックス

他

### 舞台
- カンコンキンシアター

### 映画
- 騒音（2015年5月23日公開、スールキートス）- 気持ち悪いのぞき魔 役

### CM
- よみうりランド -令和元年プール開き!編-（2019年）
- GABA「ストレスにはGABA篇」（2019年）